# Веселов, Иван Шуматович
Ива́н Шума́тович Весело́в (род. 15 мая 1923, Токтарсола, Торъяльский кантон, Марийская автономная область) — марийский советский партийно-административный руководитель, журналист, военный деятель. В годы Великой Отечественной войны командир батареи 1178 стрелкового полка 350 стрелковой дивизии 58 армии 1 Украинского фронта. Член Президиума Верховного Совета Марийской АССР, депутат Верховного Совета Марийской АССР (1963—1971). Заместитель председателя Комитета по телевидению и радиовещанию Марийской АССР (1971—1975), начальник Управления по охране гостайн и печати Марийской АССР (1975—1983). Член ВКП(б) с 1943 года.

## Биография
Родился 15 мая 1923 года в д. Токтарсола ныне Новоторъяльского района Марий Эл в семье крестьян-середняков. В 1941 году окончил Сернурское педагогическое училище.
30 августа 1941 года призван в РККА. Участник Великой Отечественной войны: с 1943 года — командир миномётного взвода, с 1945 года — командир батареи 1178 стрелкового полка 350 стрелковой дивизии 58 армии 1 Украинского фронта, 82 миномётного механизированного полка 13 механизированной дивизии. Прошёл путь от лейтенанта до майора. Отважный, мужественный командир, о его боевых подвигах в августе 1943 года вышла заметка в общесоюзной газете «Правда». В 1943 году вступил в ряды ВКП(б). За мужество и героизм награждён орденами Красной Звезды (1943, 1944), Отечественной войны II степени (1944), Александра Невского (1945) и боевыми медалями. В 1985 году ему вручили орден Отечественной войны I степени.
После демобилизации в августе 1946 года вернулся на родину в Новоторъяльский район Марийской АССР: с 1946 года — 1-й секретарь Новоторъяльского райкома ВЛКСМ, с 1949 года — редактор районной газеты «Ударник», с 1954 года — секретарь, с 1959 года — 2-й секретарь, в 1962 году — 1-й секретарь Новоторъяльского райкома КПСС. В 1949 году окончил Горьковскую областную партийную школу, в 1960 году — заочную Высшую партийную школу при ЦК КПСС. В 1962—1971 годах работал председателем Сернурского райкома КПСС Марийской АССР.
В 1971 году перешёл на руководящую работу в сферу культуры Марийской АССР: до 1975 года — заместитель председателя республиканского Комитета по телевидению и радиовещанию, в 1975—1983 годах — начальник республиканского Управления по охране гостайн и печати.
Занимался общественно-политической деятельностью: в 1963—1971 годах избирался депутатом Верховного Совета Марийской АССР VI и VII созывов. Был членом Президиума Верховного Совета Марийской АССР.
За достижения в трудовой и общественной деятельности награждён орденом «Знак Почёта» (1971), медалями «За трудовое отличие» (1965), «За доблестный труд. В ознаменование 100-летия со дня рождения Владимира Ильича Ленина», бронзовой медалью ВДНХ (1970) и почётными грамотами Президиума Верховного Совета Марийской АССР (1951, 1983).

## Награды
- Орден Красной Звезды (09.10.1943, 31.01.1944)[5][9]
- Орден Отечественной войны I степени (06.04.1985)[2]
- Орден Отечественной войны II степени (25.08.1944)[10]
- Орден Александра Невского (12.06.1945)[11][12]
- Орден «Знак Почёта» (1971)[2]
- Медаль «За победу над Германией в Великой Отечественной войне 1941—1945 гг.» (09.05.1945)[13]
- Медаль «За взятие Берлина» (09.06.1945)[14]
- Медаль «За освобождение Праги» (09.06.1945)[6]
- Юбилейная медаль «Двадцать лет Победы в Великой Отечественной войне 1941—1945 гг.»
- Юбилейная медаль «Тридцать лет Победы в Великой Отечественной войне 1941—1945 гг.»
- Юбилейная медаль «Сорок лет Победы в Великой Отечественной войне 1941—1945 гг.»
- Юбилейная медаль «50 лет Победы в Великой Отечественной войне 1941—1945 гг.»
- Медаль «За трудовое отличие» (1965)[2]
- Бронзовая медаль ВДНХ (1970)[2]
- Юбилейная медаль «За доблестный труд. В ознаменование 100-летия со дня рождения Владимира Ильича Ленина»
- Почётная грамота Президиума Верховного Совета Марийской АССР (1951, 1983)[2]